# 海田朱音
海田 朱音（かいだ あかね、2月2日 - ）は、日本の声優、女優、歌手。DMM music所属
。北海道出身。

## 来歴
AMG MUSIC DEBUT CONTESTにて審査員特別賞を受賞。

アミューズメントメディア総合学院声優学科所属中の2018年には学内オーディションにより『人狼ゲーム ロストエデン』に出演。また、同時に配信シングル「GRIEF〜LOST EDEN〜」「砂時計」でAMG MUSICよりアーティストデビュー。
2018年にDMM.comとA-Sketchが開催した「DMM music声優アーティストオーディション」に合格し、2019年3月よりDMM musicに声優として所属。

## 人物
好物はスイカであり、スイカグッズ集めを趣味に挙げている。

## 出演

### テレビアニメ
2020年
- LISTENERS リスナーズ（ミミナシ、チアガール、ロンディニウムの住人たち、少女）
- 土下座で頼んでみた（ニノセサンノセ）

2021年
- 俺だけ入れる隠しダンジョン（受付嬢、女性B、マリアの母、ゾンビA、女子生徒A 他）
- BLUE REFLECTION RAY/澪（両野朝子）
- ましろのおと（生徒C）
- 結城友奈は勇者である -大満開の章-
- 異世界食堂2（アルフレッド、ラミア）
- 最果てのパラディン（2021年 - 2022年、女性たち）

### 劇場アニメ
- 世界一初恋 〜プロポーズ編〜（2020年、女性）

### Webアニメ
- スプリガン（2022年、女子生徒C）

### テレビドラマ
- 人狼ゲーム ロストエデン（2018年、結城利絵[7]）
- チョコレート戦争〜朝に道を聞かば夕べに死すとも可なり〜（2020年、女子生徒A）

### 映画
- 人狼ゲーム インフェルノ（2018年、結城利絵[8]）

### CM
- 42 TOKYO - ナレーション

### ドラマCD
- ラフラフ！-laugh life- 3rd Round-（2019年、女性ファン1）

## ディスコグラフィ

### 配信シングル
| 発売日        | タイトル           |
| ------------- | ------------------ |
| 2018年1月31日 | GRIEF〜LOST EDEN〜 |
| 2018年1月31日 | 砂時計             |

### タイアップ
| 楽曲               | タイアップ                                                                          | 時期   |
| ------------------ | ----------------------------------------------------------------------------------- | ------ |
| GRIEF〜LOST EDEN〜 | テレビドラマ『人狼ゲーム ロストエデン』オープニングテーマ                           | 2018年 |
| 砂時計             | テレビドラマ『人狼ゲーム ロストエデン』主題歌 映画『人狼ゲーム インフェルノ』主題歌 | 2018年 |

### キャラクターソング
| 発売日        | 商品名                      | 歌                         | 楽曲                                              | 備考                                     |
| ------------- | --------------------------- | -------------------------- | ------------------------------------------------- | ---------------------------------------- |
| 2021年1月27日 | 土下座で頼んでみた BD特典CD | Dogeza 隊                  | 「DOGEZA! Do get that!」                          | テレビアニメ『土下座で頼んでみた』主題歌 |
| 2021年1月27日 | 土下座で頼んでみた BD特典CD | ニノセサンノセ（海田朱音） | 「DOGEZA! Do get that!」                          | テレビアニメ『土下座で頼んでみた』関連曲 |
| 2021年1月27日 | 土下座で頼んでみた BD特典CD | Dogeza 隊                  | 「DOGEZA! Do get that!（君こそ土下 座だ！ver.）」 | テレビアニメ『土下座で頼んでみた』関連曲 |

### ユニットメンバー
1. ↑  崖坂みのり（小倉唯）、油石夏実（北守さいか）、ニノセサンノセ（海田朱音）、土下座（杉田智和）
2. ↑  崖坂みのり（小倉唯）、油石夏実（北守さいか）、ニノセサンノセ（海田朱音）